# Pleskow (Lübecker Ratsfamilie)
Die deutsche Kaufmannsfamilie der Pleskow stellte in den Hansestädten Visby und Lübeck im 13.–15. Jahrhundert über Generationen Ratsherren und Bürgermeister. In Lübeck waren sie von 1299 bis 1451 ratssässig. Als Patrizier der Reichsstadt gehörten die Pleskows nach der Rekonstitution von 1429 der Zirkelgesellschaft an.

## Wappen

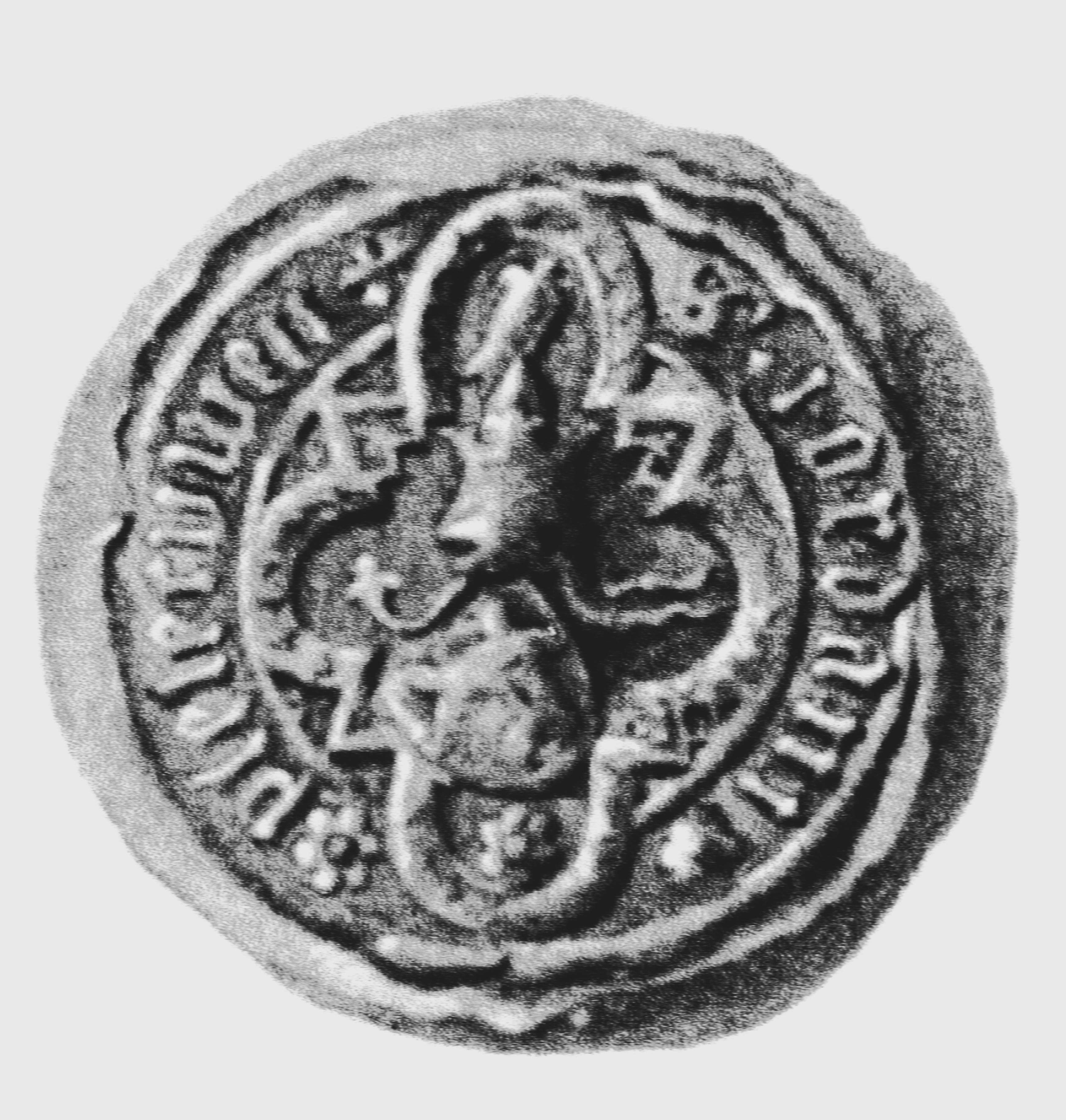
Siegel des Jordan Pleskow

Das Wappen wird meist nach einem Siegel des Jordan Pleskow an einer Urkunde von 1408 beschrieben: In einem aus vier Kreisbögen und vier Spitzen zusammengesetzten Vierpass lehnt ein kleiner Schild mit herausschauendem Kopf mit Spitzen aufwärts an beiden Seiten, darunter eine sechsblättrige Rose. Über dem Schild der Helm mit Krone und mit Blättern an den Spitzen von Stängeln an Stelle der Helmdecke. Helmzier anscheinend ein seitwärts schauender bärtiger Kopf, der auch als Russenkopf bezeichnet wird. Das Wappen legt einen Ursprung der Familie in der (auf Deutsch) namensgleichen russischen Stadt Pleskau (Pskow) nahe.

## Bekannte Familienmitglieder

### Linie Hinrich Pleskow
- Jacov Plescov
  - Johannes Pleskow (* Visby, um 1205–1265), Ratsherr in Visby
    - Henrik Pleskow (um 1230–1292), Ratsherr und Bürgermeister von Visby
      - Johann Pleskow I (* zwischen 1260 und 1280; † 1325), Bürger von Lübeck[2]
        - Johann Pleskow II (* (vor) 1308; † 1367), Ratsherr in Lübeck[3]

      - Arnold Pleskow I (zwischen 1270 und 1280; † 1327), Ratsherr in Visby[4]
        - Bernhard Pleskow († 1368), Ratsherr in Lübeck[5]

      - Hinrich Pleskow († 1340) I (* um 1260 in Visby; † 1340), war seit 1320 Bürgermeister der Hansestadt Lübeck[6]
        - Hinrich Pleskow († 1358) II (* vor 1292, spätestens vor 1308; † 1358), war seit 1348 Ratsherr und um 1357 Bürgermeister der Hansestadt Lübeck[7]
          - Bernhard Pleskow († 1412), Ratsherr in Lübeck[8]

        - Arnold Pleskow II (* spätestens 1317; † 1363), Ratsherr in Lübeck[9]
          - Jordan Pleskow († 1425), Bürgermeister der Hansestadt Lübeck
            - Jordan Pleskow (Ratsherr) († 1451), Ratsherr in Lübeck, Mitglied der Zirkelgesellschaft, Opfer der Pest[10]

- -     -       - Jacob Pleskow (um 1265–1327), Ratsherr in Visby
        - Johannes Pleskow (ca. 1290–1339), Ratsherr in Visby
          - Jakob Pleskow (* um 1330; † 1381), Bürgermeister der Hansestadt Lübeck[11]
            -               - Godeke Pleskow (1371–1451), Ratsherr in Lübeck seit 1433, Mitglied der Zirkelgesellschaft[12]

      - Arnold Pleskow I (zwischen 1270 und 1280; † 1327), Ratsherr in Visby

    - Markward Pleskow (um 1240–1305/10), Ratsherr in Visby

### Weitere
siehe Liste der Mitglieder der Zirkelgesellschaft

## Denkmäler
Das Wappen des Bürgermeisters und Vorstehers der Marienkirche Jakob Pleskow († 1381) hing an der Innenseite des dritten nördlichen Chorpfeilers der Kirche. Zwei weitere Pleskowsche Schilde, jedenfalls diejenigen des Bürgermeisters Jordan Pleskow († 1425) und des Ratsherrn Gottfried Pleskow († 1451) hingen an der Nordseite des ersten Süderpfeilers, wo sie Jacob von Melle noch verzeichnete. Sie sind wohl im späten 18. Jahrhundert beseitigt worden, ebenso wie der Grabstein von Bürgermeister Jakob Pleskow († 1483) im Altarraum. Auch die zahlreichen weiteren Grabplatten der Familie Pleskow in den Lübecker Kirchen sind zwar teilweise beschrieben, aber nicht erhalten.